# Luis Fernando Orozco (futbolista)
Luis Fernando Orozco (Cali, 5 de agosto de 1987) es un futbolista colombiano. Juega de mediocampista en el Pacífico F. C. de la Categoría Primera B colombiana.

## Clubes
| Club            | País     | Año         |
| --------------- | -------- | ----------- |
| América de Cali | Colombia | 2008 - 2009 |
| Academia F. C.  | Colombia | 2009        |
| Pacífico F. C.  | Colombia | 2011        |

## Palmarés

### Campeonatos nacionales
| Título              | Equipo          | País     | Año  |
| ------------------- | --------------- | -------- | ---- |
| Torneo Finalización | América de Cali | Colombia | 2008 |